# Blemus discus
Blemus discus là một loài bọ đất trong chi Blemus.

## Hình ảnh

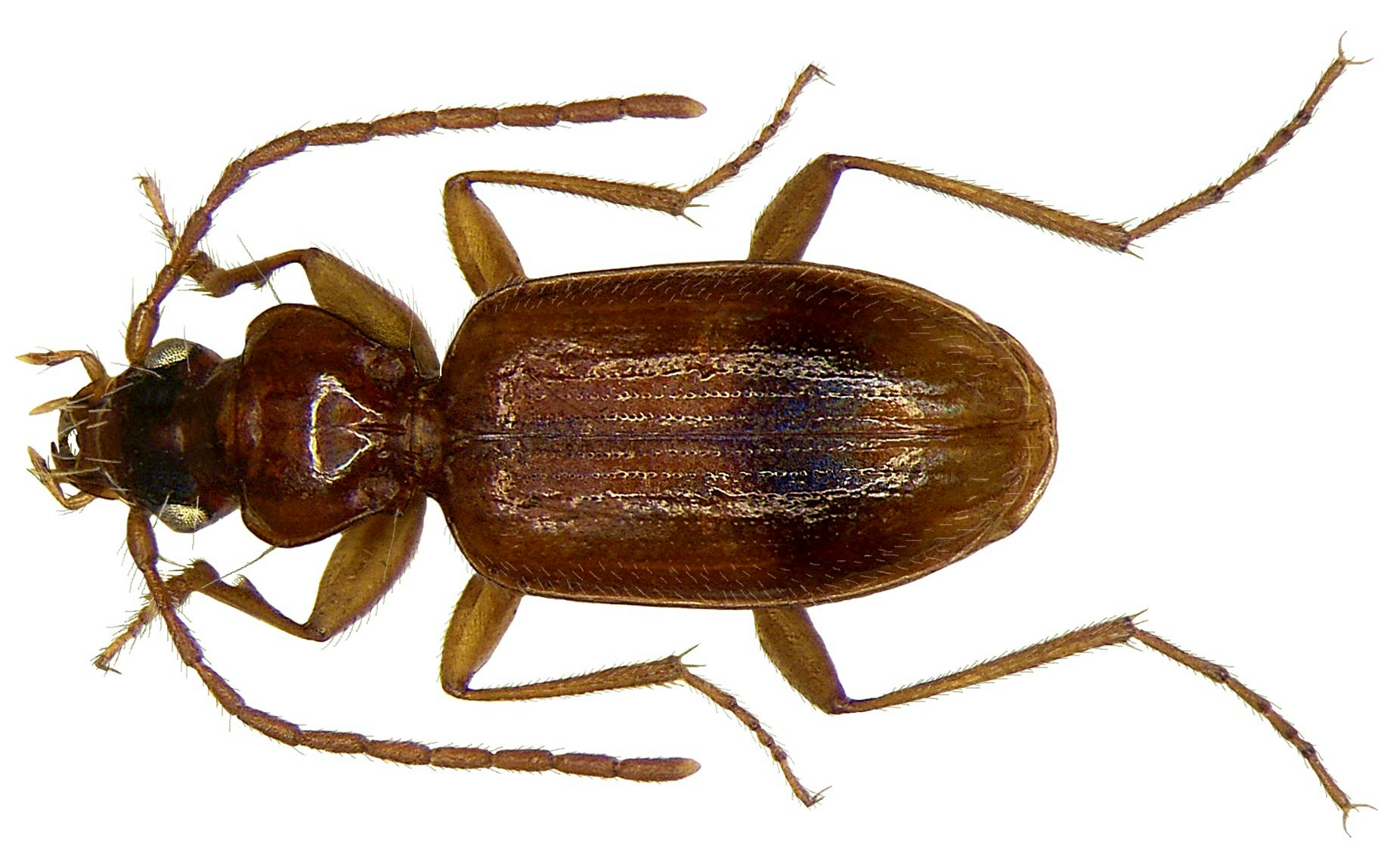
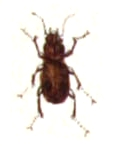